# Ligne Zamoskvoretskaïa
La ligne Zamoskvoretskaïa (en russe : Замоскворе́цкая ли́ния), initialement appelée ligne Gorkovsko-Zamoskvoretskaïa (Го́рьковско-Замоскворе́цкая), est une ligne du métro de Moscou. Ouverte en 1938, elle est la troisième dans l'ordre chronologique, mais porte le numéro 2. Elle compte actuellement 24 stations, sur 42,8 km de rails, parcourant Moscou du nord-ouest au sud-est approximativement. Même si la plus grande partie de la ligne est souterraine, elle est aussi aérienne sur certaines portions (et même en altitude, aux endroits où la ligne rencontre la Moskova). La ligne Zamoskvretskaïa contient de nombreux exemples de l'architecture d'origine du métro moscovite, et notamment la station Maïakovskaïa, qui est la plus photographiée du réseau entier par les touristes.

## Histoire
La première étape de la construction suivit l'artère la plus empruntée de la ville, à savoir Leningradski Prospekt (l’avenue de Léningrad, qui devient avenue Tverskaïa quand on se rapproche du centre), et reliait les districts Aeroport et Boegovoï (district administratif nord) ainsi que la gare Belorousski au centre-ville en 1938. 
La deuxième portion, dont la construction ne fut pas interrompue durant la guerre, ouvrit en 1943, passant sous la Place Rouge puis la Moskova dans le district Zamoskvoretche (district administratif centre) qui donna le nom à la ligne, et s'étendant jusqu'à la gare Paveletski et de manière plus significative à l'Usine de Staline (ZiS), dans le sud-ouest de Moscou.
Plusieurs expansions supplémentaires eurent lieu, y compris au nord, suivant l'autoroute de Léningrad et le canal de Moscou en direction du port fluvial septentrional (1964). Une expansion au sud eut lieu en 1969, qui couvrait le district industriel de Nagatino (district sud) et le parc Kolomenskoïe, le reste de l'extension étant à inclure dans la future ligne Kakhovskaïa. En 1984, une troisième extension commença en deux temps vers le parc Tsaritsyno et les logements sociaux d'Orekhovo-Borisovo. L'inondation d'un tunnel contraint cependant la nouvelle branche à fermer le jour suivant la fin de la construction pour les 2 mois et demi suivants. À la fin 1985, la deuxième portion fut terminée, et la ligne atteint sa longueur actuelle de 36,9 kilomètres pour 20 stations et un trafic quotidien de 1,8 million de personnes.
La complexité de l'histoire de la ligne est reflétée par son architecture, principalement parce que c'est un des rares endroits où il est possible de voir une architecture Art déco soviétique d'avant-guerre. La station la plus mise en valeur est Maïakovskaïa, station non seulement la plus photographiée du réseau souterrain mais faisant également souvent la couverture de brochures et de guides touristiques du royaume souterrain de Moscou.
Quand la ligne ouvrit en 1938, et ce afin de distinguer la formation simultanée des trois lignes au lieu d'une, le code couleur fut introduit. La première, Sokolnitcheskaïa, en rouge, principalement pour des raisons politiques. Bien que la ligne Arbatsko-Pokrovskaïa fut chronologiquement deuxième, et donc coloriée en bleu, le fait qu'elle fut construite en même temps que la première donna à la ligne Zamoskvoretskaïa une signification plus importante. La ligne fut donc numérotée 2 et prit la couleur verte. Cette tradition est depuis passée à tous les métros des grandes villes de l'Union soviétique, la première ligne étant rouge et la deuxième bleue ou verte. Toutefois, certains métros ont délibérément choisi d'inverser cette tendance, comme celui de Minsk.

### Chronologie
| Segment                              | Date d'ouverture  | Longueur |
| ------------------------------------ | ----------------- | -------- |
| Sokol - Teatralnaïa                  | 11 septembre 1938 | 8,5 km   |
| Teatralnaïa - Avtozavodskaïa         | 1er janvier 1943  | 6,2 km   |
| Novokouznetskaïa - Paveletskaïa      | 20 novembre 1943  | -        |
| Sokol - Retchnoï vokzal              | 30 décembre 1964  | 6,2 km   |
| Avtozavodskaïa - Kakhovskaïa         | 11 août 1969      | 9,5 km   |
| Tverskaïa                            | 20 juillet 1979   | -        |
| Kachirskaïa - Orekhovo               | 28 décembre 1984  | 6,4 km   |
| Orekhovo-Krasnogvardeïskaïa          | 7 septembre 1985  | 3,4 km   |
| Kachirskaïa-Kakhovskaïa (séparation) | 20 novembre 1995  | -3,4 km  |
| Krasnogvardeïskaïa-Alma-Atinskaïa    | 21 décembre 2012  | 3,09 km  |
| Tekhnopark (nouvelle station)        | 28 décembre 2015  | -        |
| Retchnoï vokzal-Khovrino             | 31 décembre 2017  | 2,9 km   |
| Belomorskaïa (nouvelle station)      | 20 décembre 2018  | -        |
| Total                                | 24 stations       | 42,8 km  |

### Changements d'appellation
Quatre stations — Tverskaïa, Teatralnaïa, Avtozavodskaïa, et Tsaritsyno — ont changé leurs noms. Toutes sauf une ont repris leur nom d'origine en 1990.
| Station        | Ancienne(s) dénomination(s) | Années    |
| -------------- | --------------------------- | --------- |
| Tverskaïa      | Gorkovskaïa                 | 1979-1990 |
| Teatralnaïa    | Plochtchad Sverdlova        | 1938-1990 |
| Avtozavodskaïa | Zavod Imeni Stalina         | 1943-1957 |
| Tsaritsyno     | Lenino                      | 1983-1990 |

### Stations et correspondances
|  |   |  | Station            | District                     | Correspondance                                                     |
|  | - |  | ------------------ | ---------------------------- | ------------------------------------------------------------------ |
|  | • |  | Khovrino           | Khovrino                     |                                                                    |
|  | • |  | Belomorskaïa       | Levoberejny                  |                                                                    |
|  | • |  | Retchnoï vokzal    | Levoberejny                  |                                                                    |
|  | • |  | Vodny stadion      | Golovinski                   |                                                                    |
|  | • |  | Voïkovskaïa        | Voïkovski                    | via la station Baltiïskaïa                                         |
|  | • |  | Sokol              | Sokol                        |                                                                    |
|  | • |  | Aeroport           | Aeroport                     |                                                                    |
|  | • |  | Dinamo             | Aeroport                     | via la station Petrovski Park                                      |
|  | o |  | Belorousskaïa      | Begovoï                      | via la station Belorousskaïa (L5)                                  |
|  | • |  | Maïakovskaïa       | Tverskoï                     |                                                                    |
|  | o |  | Tverskaïa          | Tverskoï                     | via la station Pouchkinskaïa via la station Tchekhovskaïa          |
|  | o |  | Teatralnaïa        | Tverskoï                     | via la station Okhotny Riad via la station Plochtchad Revolioutsii |
|  | o |  | Novokouznetskaïa   | Zamoskvoretche               | via la station Tretiakovskaïa via la station Tretiakovskaïa        |
|  | o |  | Paveletskaïa       | Zamoskvoretche               | via la station Paveletskaïa (L5)                                   |
|  | • |  | Avtozavodskaïa     | Danilovski                   | dans la même station                                               |
|  | • |  | Tekhnopark         | Danilovski                   |                                                                    |
|  | • |  | Kolomenskaïa       | Nagatino-Sadovniki           |                                                                    |
|  | o |  | Kachirskaïa        | Moskvoretche-Sabourovo       | dans la même station                                               |
|  | • |  | Kantemirovskaïa    | Tsaritsyno                   |                                                                    |
|  | • |  | Tsaritsyno         | Tsaritsyno                   |                                                                    |
|  | • |  | Orekhovo           | Orekhovo-Borissovo Severnoïe |                                                                    |
|  | • |  | Domodedovskaïa     | Orekhovo-Borissovo Severnoïe |                                                                    |
|  | o |  | Krasnogvardeïskaïa | Ziablikovo                   | via la station Ziablikovo                                          |
|  | • |  | Alma-Atinskaïa     | Brateïevo                    |                                                                    |

## Matériel roulant
La ligne est desservie par les dépôts de Sokol (No.2) et Zamoskvoretskoe (No.7) auxquels 39 et 36 trains à huit wagons sont respectivement assignés. La ligne se pourvut de trains 81-714/717 dès 1980 en remplacement les anciens trains type E, ce remplacement intégral terminant en 1987. Certains d'entre eux furent modernisés vers le standard .5. Quand la branche Kajovskaïa se sépara de la ligne principale, sept trains à six wagons chacun lui furent dédiés au dépôt Zamoskvoretskoe.

## Développements récents et futurs
De nos jours, la ligne comporte une combinaison de stations qui furent construites durant différentes périodes et reconstruites depuis. De plus, il s'agit d'une des lignes les plus chargées du système et l'âge certaines stations, qui existent depuis 70 ans, commence à se faire ressentir. Des travaux d'amélioration ont été entrepris plusieurs fois au cours de l'histoire, mais leur importance a récemment pris de l'ampleur. Belorousskaïa fut récemment soumise à une réfection de ses murs de céramique par d'autres en marbre. La fameuse Maïakovskaïa, à la suite de la création d'une deuxième sortie, vit la première fermée le temps du remplacement des escalators. Des évolutions sont encore prévues sur les stations "centepede" des années 1960, notamment le remplacement des vieux carreaux de céramique par des plans en aluminium.
Beaucoup de plans d'expansion sont également envisagés. L'un d'eux est la station Brateevo, au sud, accompagnée d'un nouveau dépôt. Bien que la construction ait commencé dès la fin des années 1990, les projets sont gelés pour cause de problèmes financiers. Une extension au nord attend en ce moment l'approbation de la mairie pour deux stations : Belomorskaïa et Oulitsa Dybenko, avec la possibilité de continuer jusqu'à la proche ville de Khimki (Oblast de Moscou).
Lors de la construction de la ligne, des tunnels furent entreposés dans plusieurs zones pour la construction future potentielle de nouvelles stations. L'une d'entre elles était Gorkovskaïa (maintenant nommée Tverskaïa) entre Maïakovskaïa et Teatralnaïa, qui fut ouverte en 1979. Cependant bien d'autres restent à construire : Sovetskaïa entre Tverskaïa et Teatralnaïa, Bega entre Dinamo et Belorousskaïa, Vechnyadski Pereoulok entre Novokouznetskaïa et Paveletskaïa, ainsi que Moskvoretche (également appelée Vassilevski Spousk), entre Teatralnaïa et Novokouznetskaïa. Cette dernière a le plus de chance d'être construite car l'espace vacant laissé par la démolition de l'hôtel Rossiya devrait bientôt être comblé par des bureaux et des hôtels.
En plus des provisions en tunnels, une autre section fut récemment approuvée pour la construction, qui se trouve au niveau de la surface, entre Avtozavodskaïa et Kolomenskaïa. Les noms prévus étaient Nagatinski Zaton ou Prospekt Andropova, mais le nom de Tekhnopark fut finalement retenu.